# 1946 في الأردن
تسرد المقالة الأحداث التي حدثت خلال عام 1946 في الأردن.

## شاغلي المناصب
- الملك: عبد الله الأول
- رئيس الوزراء: إبراهيم هاشم

## أحداث

### آذار / مارس
22 مارس - المملكة المتحدة تمنح إمارة شرق الأردن، كما هو معروف آنذاك، استقلالها؛ بعد 3 سنوات، غيرت البلاد اسمها إلى الأردن.